# 마에우에 히로시
마에우에 히로시(일본어: 前上 博, 1968년 8월 8일 - 2009년 7월 28일)는 일본의 연쇄 살인자이다.

## 인물
오사카부 출신인 마에우에는 어릴 때 읽은 추리소설의 영향으로 사람이 질식하여 괴로워하는 것을 보면서 성적 쾌감을 느끼는 도착적인 성적 취향을 가지게 되었다. 또, 중학교 시절 자신의 학교에 실습을 온 교육실습생의 흰색 양말에 대해 성적 흥분을 느끼게 된 뒤로 흰색 양말에 대한 페티시즘적 성향을 가지게도 되었다.

## 전과
마에우에는 가나자와 공과 대학에 재학 중, 흰 양말을 신고 있던 동료 학생을 습격하여 1988년에 학교를 자퇴하였다. 이후 우체국에 취직했으나 1995년에 동료 직원을 전기충격기로 이용해 질식시키려 하다가 체포되었다. 석방된 이후 2001년에 질식시킬 목적으로 행인들을 연이어 습격, 또 다시 체포되어 징역 1년에 집행유예 3년을 선고받게 된다. 집행유예 기간 중인 이듬해 4월, 길을 가던 중학생을 습격하여 질식시키려다 징역 10개월의 실형을 받고 도합 1년 10개월을 복역하고 2004년 7월에 최종 만기 출소했다.

## 자살 사이트 살인사건
출소 후, 마에우에는 2005년 한 해 동안 3명을 죽이기에 이른다. 마에우에가 생각해 낸 것은 자살 사이트를 통해 다른 사람을 같이 죽자고 유인하여 그 사람을 죽이는 방법이었다.
마에우에는 2005년 2월 19일, 당시 일본에서 흔한 자살 방법인 차 안에서 연탄을 피워 연탄 가스 질식으로 죽자고 피살자 1(무직, 당시 25)에게 제안했다. 이에 피살자 1이 수긍하여 오자, 피살자 1의 손발을 묶고 입과 코를 막아 질식시키고, 정신을 잃으면 정신을 차리게 하여 다시 질식시키는 행동을 반복하여 피살자 1을 살해했다. 마에우에는 피살자의 신원이 밝혀지는 것을 우려하여 사체의 옷을 모두 벗긴 뒤 미리 파 둔 구덩이에 피살자 1의 사체를 파묻어 유기했다.
이어 5월 21일, 동일한 방법으로 피살자 2(학생, 당시 14)를 유인하여 살해한다. 다만 피살자 1과의 차이점은 사체를 구덩이에 묻지 않고 길가에 방치했다는 점이다. 또한, 살해 후 피살자 2의 아버지에게 납치를 가장한 협박 전화를 걸기도 하였다.
두 번째 살해로부터 불과 3주 뒤인 6월 10일에는 피살자 3(학생, 당시 21)을 피살자 2와 대동소이한 방법으로 살해하고 그 사체를 유기했다.
이 일련의 사건을 일본에서는 자살 사이트 살인사건(ja)이라고도 부른다. 마에우에는 8월 5일 체포되었다.

## 재판
재판 과정에서 재판부는 이 사건을 정신병적 성격을 가진 성적 목적의 살인으로 보았다., 2008년 3월 27일, 오사카 지방법원은 마에우에에게 사형을 선고했다., 다음 날 변호인은 바로 항소했으나, 마에우에는 자신을 죽음으로 죄값을 치러야 한다는 까닭에 7월 5일, 본인 자신이 모든 항소를 취하했고, 사형이 확정되었다. 그리고 2009년 7월 28일, 오사카 구치소에서 사형이 집행되어, 40세의 나이로 교수형의 이슬로 사라졌다. 이날 마에우에 외에도 2명의 사형이 집행되었다.

## 참고 문헌
1. ↑  “Suicide website murderer lived out his fantasies” (영어). Japan Today. 2008년 6월 1일에 확인함.[깨진 링크(과거 내용 찾기)]
2. ↑  “Le suicide collectif en ligne : un phénomène à la mode au Japon” (프랑스어). the INQUIRER. 2007년 3월 28일. 2008년 2월 4일에 원본 문서에서 보존된 문서. 2008년 2월 14일에 확인함.
3. ↑  “Man gets death for murdering suicidal trio” (영어). The Japan Times. 2007년 3월 27일. 2012년 7월 15일에 원본 문서에서 보존된 문서. 2008년 6월 1일에 확인함.
4. ↑  “追求性快感 日本變態男殺3人” (중국어). 聯合早報網. 2007년 2월 22일. 2008년 1월 4일에 확인함.
5. ↑  “Japon: webmestre condamné à mort” (프랑스어). 2007년 3월 28일. 2008년 10월 14일에 원본 문서에서 보존된 문서. 2008년 4월 12일에 확인함.
6. ↑  “日一男子在網上誘殺3名網友 並拍下全程” (중국어). 中國網綜合. 2007년 3월 30일. 2008년 1월 4일에 확인함.
7. ↑  “前上被告、死刑確定の公算／自殺サイト連続殺人” (일본어). 四国新聞. 2007년 7월 5일. 2009년 7월 24일에 확인함.[깨진 링크(과거 내용 찾기)]
8. ↑  “法務省、 自殺サイト殺害事件の前上 博死刑囚ら3人の死刑を執行と発表” (일본어). FNNニュース. 2009년 7월 28일. 2009년 7월 28일에 확인함.[깨진 링크(과거 내용 찾기)]

## 같이 보기
- 야마지 유키오 - 같은 날 사형이 집행된 인물.
- 인터넷 자살